# Cicinnoscelis
Cicinnoscelis é um gênero de traça pertencente à família Brachodidae.